# Текмесса

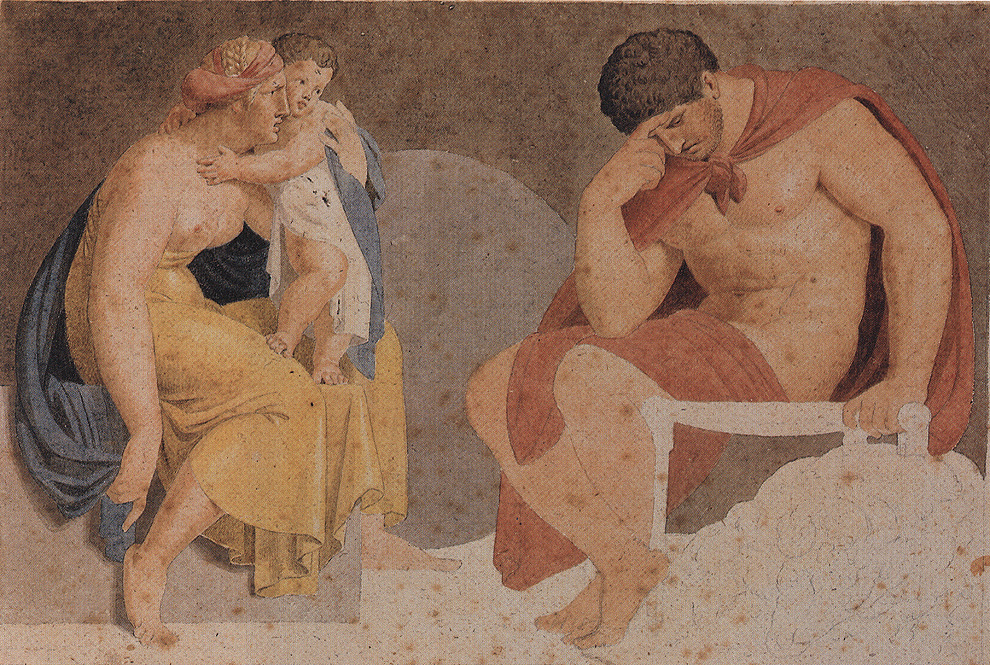
Засмучений Аякс із Текмессою та Еврісаком, Асмус Якоб Карстенс

Текмесса (грец. Τέκμησσα) — полонена троянка, що стала коханкою Аякса Теламоніда і народила від нього сина Еврісака.